# Gypsophila transcaucasia
Gypsophila transcaucasia är en nejlikväxtart som beskrevs av Youssef Ibrahim Barkoudah. Gypsophila transcaucasia ingår i släktet slöjor, och familjen nejlikväxter. Inga underarter finns listade i Catalogue of Life.